# Eugène (nouvelle)
Pour les articles homonymes, voir Eugène.
Eugène (titre original : Eugene) est une nouvelle de l'écrivain de science-fiction Greg Egan, publiée en juin 1990 dans la revue Interzone et reprise dans le recueil Axiomatique en 1995 (trad. fr. 2006).

## Résumé
Un couple, devenu millionnaire, décide d'avoir un enfant et s'adresse à un généticien qui leur propose de créer un enfant sur mesure, capable de s'adapter à la dégradation de l'environnement et doté de facultés surhumaines.

## Thèmes
Egan évoque le racisme latent originel du déterminisme biologique et tourne en dérision les bidouillages génétiques qui produisent des résultats inattendus dépassant la compréhension humaine. L'ironie de l'auteur est que la super intelligence de l'enfant à naître lui permet d'atteindre à une sagesse ultime qui n'a rien à voir avec les avancées  de la science, mais est celle du bouddhisme et des anciens grecs, selon lesquels le bien suprême est de ne pas être né. Ayant atteint cette sagesse dans un futur virtuel, l'enfant empêche sa propre naissance. Ainsi, alors que le généticien s'efforce d'atteindre un fantasme d'humanité supérieure, la compréhension de cette supériorité lui échappe, alors que celle-ci conduit tous les enfants qu'il essaie de produire à annuler leur propre naissance pour réaliser la sagesse qu'ils ont atteinte.